# Lista över spelare i Manchester United FC
Manchester United FC är en engelsk fotbollsklubb från Stretford, Greater Manchester som spelar i Premier League, Englands högstaliga i fotboll. Klubben bildades 1878 under namnet Newton Heath LYR FC, men döpte om sig säsongen 1892/1893 till endast Newton Heath FC och slutligen till Manchester United FC 1902. Inför säsongen 1889/1890 gick Manchester med i Football Alliance, som var en engelsk nystartad fotbollsliga som spelades mellan 1889 och 1892. När ligan löstes upp 1892 överfördes lagen till The Football League där två divisioner skapades, varav Manchester trädde in i den högre. Klubben spelade i The Football League fram till 1992, då förstaligan i engelsk fotboll ersattes av Premier League. Sedan klubben spelade sin första tävlingsmatch har över 850 spelare framträtt för Manchester Uniteds förstalag, av vilka nästan 200 har spelat över 100 matcher; dessa spelare är med i denna lista.
Ryan Giggs innehar rekordet över spelade matcher i Manchester United och spelade totalt 963 matcher i klubben under hans 23-års långa karriär. Han bröt Bobby Charltons tidigare rekord över mest spelade tävlingsmatcher för Manchester United i Uefa Champions League-finalen 2007/2008. Giggs innehar även rekordet över flest starter i tävlingsmatcher för Manchester United; Giggs har startat i 787 matcher för klubben. Charlton är dock klubbens skyttekung över alla tider, med 249 gjorda mål under sina 17 år i klubben. Bara sju andra spelare har gjort över 500 framträdanden för klubben. Detta inkluderar tre spelare från finalvinsten i Europacupfinalen i fotboll 1968 och tre spelare från säsongen 1998/1999 där Manchester United vann trippeln: Premier League, FA Cupen och Uefa Champions League. Förutom Charlton så har endast två spelare gjort över 200 mål för klubben.

## Teckenförklaring

Ryan Giggs har spelat över 950 matcher för Manchester United FC, vilket är mer än någon annan. Han har även gjort mål i varenda säsong för Manchester United sedan grundandet av Premier League 1992.

- Endast matcher och mål i Manchester United FC:s förstalags tävlingsmatcher är räknade, detta inkluderar matcher i Premier League, Football League, FA-cupen, Engelska Ligacupen, Charity/Community Shield, Europacupen/Champions League, Europa League/Uefa Cupen/Mässcupen, Cupvinnarcupen, Super Cupen och världsmästerskapet för klubblag; matcher spelade under krigstiden mellan 1939 och 1940 räknas inte som officiella matcher och är inte medräknade i listan.
- Spelarna är listade efter sina debutdatum för klubben.

Tabellrubriker
- Nationalitet – Om en spelare spelat för något landslag anges det under nationalitet. Annars räknas nationalitet efter födelseland.
- Karriär i Manchester United – Åren mellan spelarens första match i Manchester United FC till hans sista.
- Matcher från start – Antalet matcher som spelaren har börjat från start.
- Avbytare – Antalet matcher som spelaren har börjat på bänken och sedan bytts in.
- Totalt – Totala antalet spelade matcher, både från start och som avbytare.

| Innan 1960-talet | Innan 1960-talet | Efter 1960-talet | Efter 1960-talet |
| ---------------- | ---------------- | ---------------- | ---------------- |
| MV               | Målvakt          | Målvakt          | Målvakt          |
| FB               | Fullback         | F                | Försvarare       |
| HB               | Halvback         | MF               | Mittfältare      |
| A                | Anfallare        | Anfallare        | Anfallare        |
| R                | Rotationsspelare | Rotationsspelare | Rotationsspelare |

| Symbol        | Betydelse                                           |
| ------------- | --------------------------------------------------- |
| double-dagger | Spelar för Manchester United under säsongen 2014/15 |

## Spelare
Statistiken är korrekt efter matcherna spelade den 11 maj 2014.

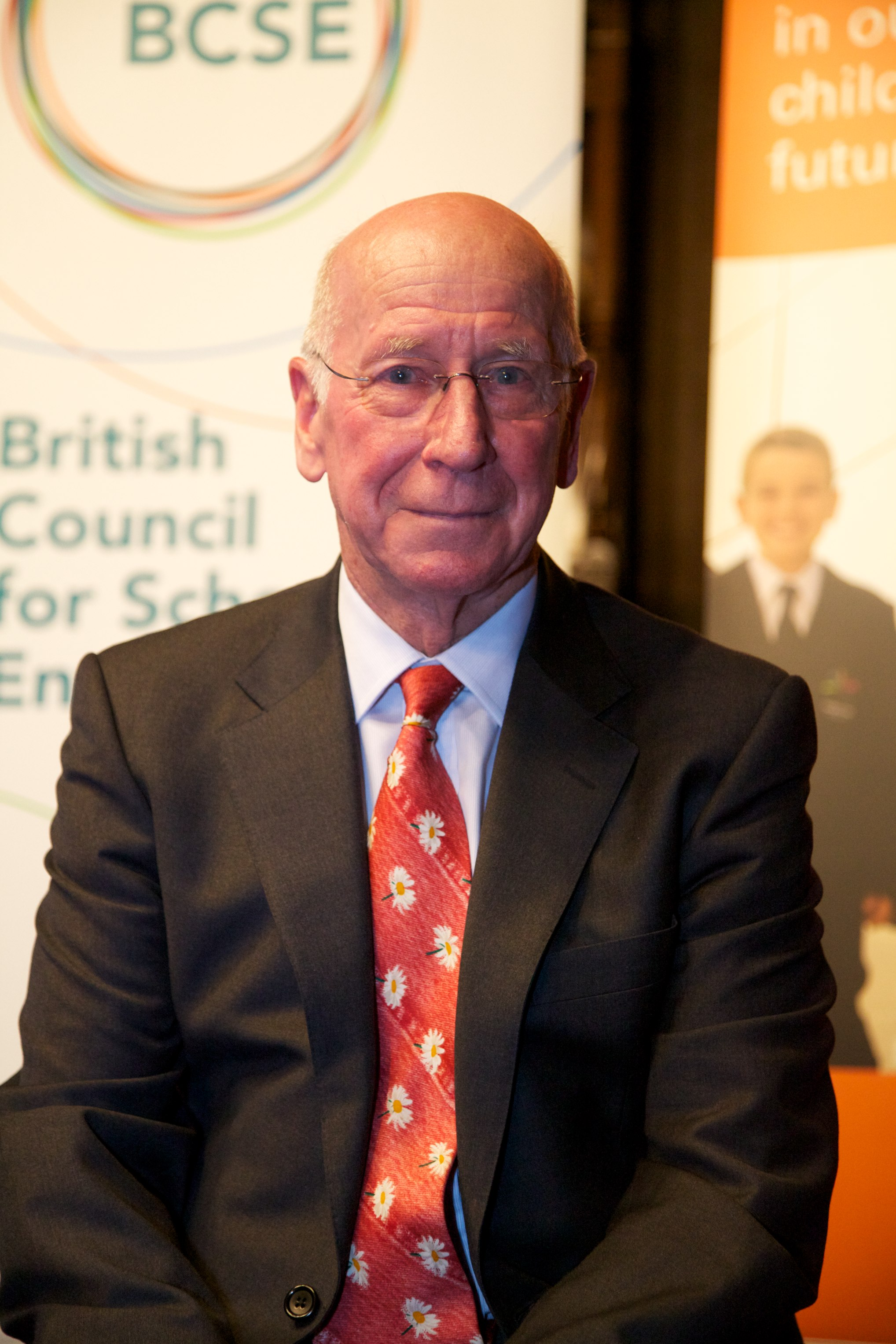
Bobby Charlton spelade över 750 matcher för Manchester United.

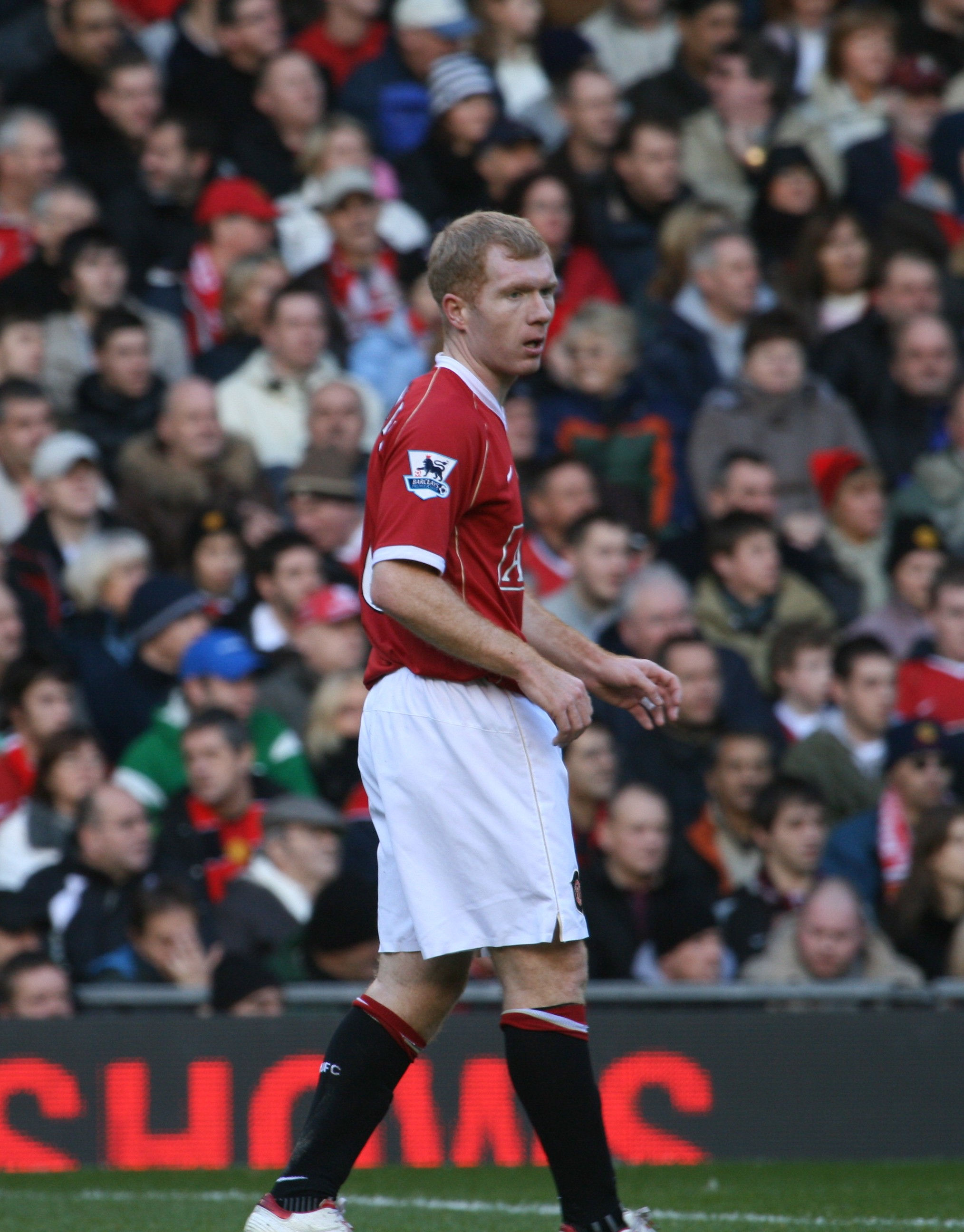
Paul Scholes är spelaren som ligger trea på listan över flest antal spelade tävlingsmatcher för Manchester United.

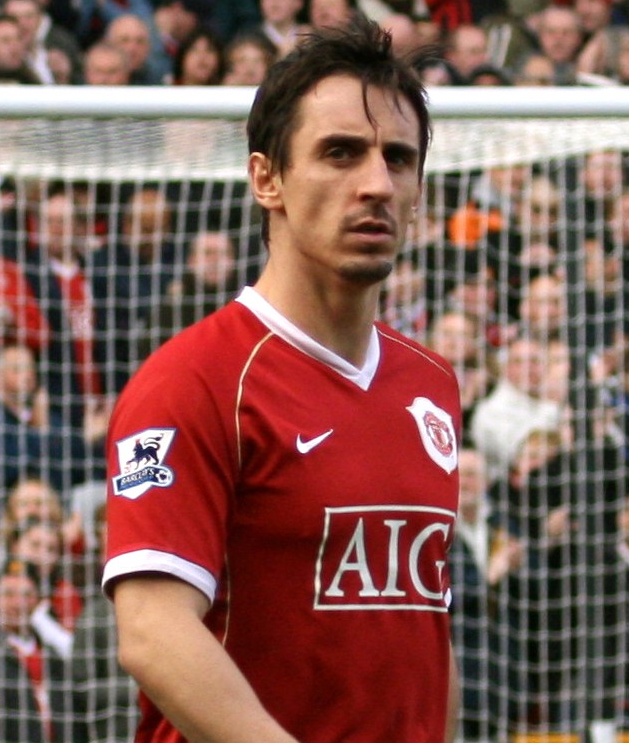
Gary Neville spelade över 600 matcher för Manchester United.

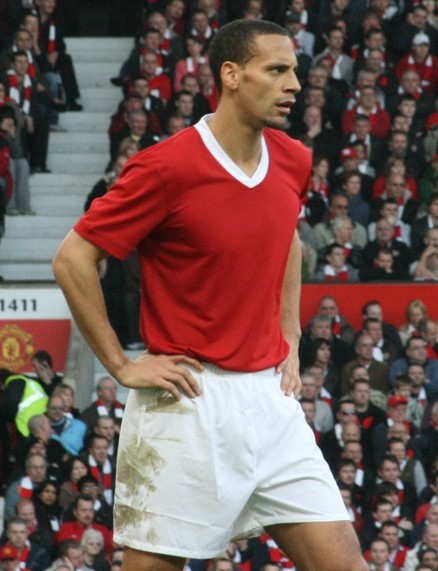
Rio Ferdinand har spelat över 450 matcher för Manchester United under sina 11 år i klubben.

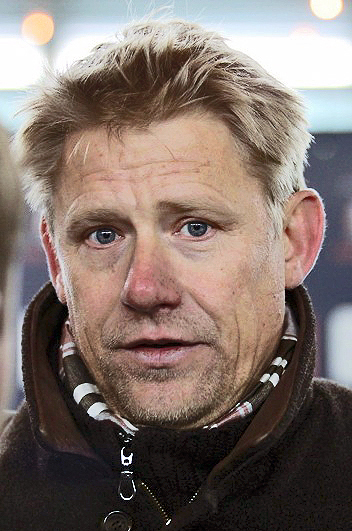
Peter Schmeichel är den spelare, med härkomst utanför de brittiska öarna, som spelat flest matcher för Manchester United.

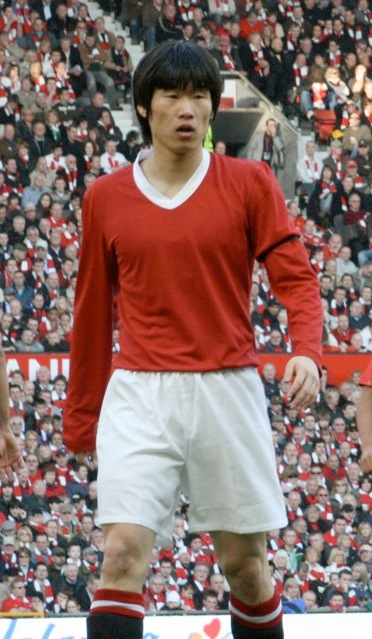
Park Ji-sung är den spelare, med härkomst utanför Europa, som spelat flest matcher för Manchester United.

| Namn                | Nationalitet             | Position | Karriär i Manchester United | Matcher från start | Avbytare      | Totalt        | Mål | Noter   |
| Namn                | Nationalitet             | Position | Karriär i Manchester United | Framträdanden      | Framträdanden | Framträdanden | Mål | Noter   |
| ------------------- | ------------------------ | -------- | --------------------------- | ------------------ | ------------- | ------------- | --- | ------- |
| Bob Donaldson       | Skottland                | A        | 1892–1897                   | 147                | 0             | 147           | 66  | [ 10 ]  |
| Fred Erentz         | Skottland                | FB       | 1892–1902                   | 310                | 0             | 310           | 9   | [ 11 ]  |
| Joe Cassidy         | Skottland                | A        | 1893, 1895–1900             | 174                | 0             | 174           | 100 | [ 12 ]  |
| James McNaught      | Skottland                | HB       | 1893–1898                   | 157                | 0             | 157           | 12  | [ 13 ]  |
| Dick Smith          | England                  | A        | 1894–1898, 1900–1901        | 100                | 0             | 100           | 37  | [ 14 ]  |
| Walter Cartwright   | England                  | HB       | 1895–1905                   | 257                | 0             | 257           | 8   | [ 15 ]  |
| Harry Stafford      | England                  | FB       | 1896–1903                   | 200                | 0             | 200           | 1   | [ 16 ]  |
| William Bryant      | England                  | A        | 1896–1900                   | 127                | 0             | 127           | 33  | [ 17 ]  |
| Frank Barrett       | Skottland                | MV       | 1896–1900                   | 136                | 0             | 136           | 0   | [ 18 ]  |
| Billy Morgan        | England                  | HB       | 1897–1903                   | 152                | 0             | 152           | 7   | [ 19 ]  |
| Billy Griffiths     | England                  | HB       | 1899–1905                   | 175                | 0             | 175           | 30  | [ 20 ]  |
| Alf Schofield       | England                  | A        | 1900–1907                   | 179                | 0             | 179           | 35  | [ 21 ]  |
| Vince Hayes         | England                  | FB       | 1901–1907, 1908–1910        | 128                | 0             | 128           | 2   | [ 22 ]  |
| Jack Peddie         | Skottland                | A        | 1902–1903, 1904–1907        | 121                | 0             | 121           | 58  | [ 23 ]  |
| Alex Downie         | Skottland                | HB       | 1902–1909                   | 191                | 0             | 191           | 14  | [ 24 ]  |
| Alex Bell           | Skottland                | HB       | 1903–1913                   | 309                | 0             | 309           | 10  | [ 25 ]  |
| Bob Bonthron        | Skottland                | FB       | 1903–1907                   | 134                | 0             | 134           | 3   | [ 26 ]  |
| Harry Moger         | England                  | MV       | 1903–1912                   | 266                | 0             | 266           | 0   | [ 27 ]  |
| Dick Duckworth      | England                  | HB       | 1903–1915                   | 254                | 0             | 254           | 11  | [ 28 ]  |
| Charlie Roberts     | England                  | HB       | 1904–1913                   | 302                | 0             | 302           | 23  | [ 29 ]  |
| Dick Holden         | England                  | FB       | 1905–1914                   | 117                | 0             | 117           | 0   | [ 30 ]  |
| Jack Picken         | Skottland                | A        | 1905–1911                   | 122                | 0             | 122           | 46  | [ 31 ]  |
| George Wall         | England                  | A        | 1906–1915                   | 319                | 0             | 319           | 100 | [ 32 ]  |
| Billy Meredith      | Wales                    | A        | 1907–1921                   | 335                | 0             | 335           | 36  | [ 33 ]  |
| Sandy Turnbull      | Skottland                | A        | 1907–1915                   | 247                | 0             | 247           | 101 | [ 34 ]  |
| George Stacey       | England                  | FB       | 1907–1915                   | 270                | 0             | 270           | 9   | [ 35 ]  |
| Harold Halse        | England                  | A        | 1908–1912                   | 125                | 0             | 125           | 56  | [ 36 ]  |
| Arthur Whalley      | England                  | HB       | 1909–1920                   | 106                | 0             | 106           | 6   | [ 37 ]  |
| Enoch West          | England                  | A        | 1910–1916                   | 181                | 0             | 181           | 80  | [ 38 ]  |
| Bobby Beale         | England                  | MV       | 1912–1919                   | 112                | 0             | 112           | 0   | [ 39 ]  |
| Jack Mew            | England                  | MV       | 1912–1926                   | 199                | 0             | 199           | 0   | [ 40 ]  |
| Lal Hilditch        | England                  | HB       | 1919–1932                   | 322                | 0             | 322           | 7   | [ 41 ]  |
| Jack Silcock        | England                  | FB       | 1919–1934                   | 449                | 0             | 449           | 2   | [ 42 ]  |
| Joe Spence          | England                  | A        | 1919–1933                   | 510                | 0             | 510           | 168 | [ 43 ]  |
| Charlie Moore       | England                  | FB       | 1919–1921, 1922–1931        | 328                | 0             | 328           | 0   | [ 44 ]  |
| John Grimwood       | England                  | HB       | 1919–1927                   | 205                | 0             | 205           | 8   | [ 45 ]  |
| Teddy Partridge     | England                  | A        | 1920–1929                   | 160                | 0             | 160           | 18  | [ 46 ]  |
| Alf Steward         | England                  | MV       | 1920–1932                   | 326                | 0             | 326           | 0   | [ 47 ]  |
| Ray Bennion         | Wales                    | HB       | 1921–1932                   | 301                | 0             | 301           | 3   | [ 48 ]  |
| Arthur Lochhead     | Skottland                | A        | 1921–1925                   | 153                | 0             | 153           | 50  | [ 49 ]  |
| Harry Thomas        | Wales                    | A        | 1922–1931                   | 135                | 0             | 135           | 13  | [ 50 ]  |
| Frank Barson        | England                  | HB       | 1922–1928                   | 152                | 0             | 152           | 4   | [ 51 ]  |
| Frank Mann          | England                  | HB       | 1923–1930                   | 197                | 0             | 197           | 5   | [ 52 ]  |
| Frank McPherson     | England                  | A        | 1923–1928                   | 175                | 0             | 175           | 52  | [ 53 ]  |
| Tom Jones           | Wales                    | FB       | 1924–1937                   | 200                | 0             | 200           | 0   | [ 54 ]  |
| Jimmy Hanson        | England                  | A        | 1924–1931                   | 147                | 0             | 147           | 52  | [ 55 ]  |
| Jack Wilson         | England                  | HB       | 1926–1932                   | 140                | 0             | 140           | 3   | [ 56 ]  |
| Hugh McLenahan      | England                  | HB       | 1928–1937                   | 116                | 0             | 116           | 12  | [ 57 ]  |
| Harry Rowley        | England                  | A        | 1928–1932, 1934–1937        | 180                | 0             | 180           | 55  | [ 58 ]  |
| Tom Reid            | Skottland                | A        | 1929–1933                   | 101                | 0             | 101           | 67  | [ 59 ]  |
| George McLachlan    | Skottland                | A        | 1929–1933                   | 116                | 0             | 116           | 4   | [ 60 ]  |
| Jack Mellor         | England                  | FB       | 1930–1937                   | 122                | 0             | 122           | 0   | [ 61 ]  |
| Tom Manley          | England                  | HB       | 1931–1939                   | 195                | 0             | 195           | 41  | [ 62 ]  |
| George Vose         | England                  | HB       | 1933–1939                   | 209                | 0             | 209           | 1   | [ 63 ]  |
| Jack Griffiths      | England                  | FB       | 1934–1944                   | 173                | 0             | 173           | 1   | [ 64 ]  |
| Bill McKay          | Skottland                | HB       | 1934–1940                   | 182                | 0             | 182           | 15  | [ 65 ]  |
| George Mutch        | Skottland                | A        | 1934–1937                   | 120                | 0             | 120           | 49  | [ 66 ]  |
| Tommy Bamford       | Wales                    | A        | 1934–1938                   | 109                | 0             | 109           | 57  | [ 67 ]  |
| Billy Bryant        | England                  | A        | 1934–1939                   | 157                | 0             | 157           | 42  | [ 68 ]  |
| James Brown         | Skottland                | HB       | 1935–1939                   | 110                | 0             | 110           | 1   | [ 69 ]  |
| Johnny Carey        | Irland                   | FB       | 1937–1953                   | 344                | 0             | 344           | 17  | [ 70 ]  |
| Jack Rowley         | England                  | A        | 1937–1955                   | 424                | 0             | 424           | 211 | [ 71 ]  |
| Stan Pearson        | England                  | A        | 1937–1954                   | 343                | 0             | 343           | 148 | [ 72 ]  |
| Jack Warner         | Wales                    | HB       | 1938–1950                   | 115                | 0             | 115           | 2   | [ 73 ]  |
| John Aston, Sr.     | England                  | FB       | 1946–1954                   | 284                | 0             | 284           | 30  | [ 74 ]  |
| Allenby Chilton     | England                  | HB       | 1946–1955                   | 391                | 0             | 391           | 3   | [ 75 ]  |
| Henry Cockburn      | England                  | HB       | 1946–1954                   | 275                | 0             | 275           | 4   | [ 76 ]  |
| Jack Crompton       | England                  | MV       | 1946–1956                   | 212                | 0             | 212           | 0   | [ 77 ]  |
| Jimmy Delaney       | Skottland                | A        | 1946–1950                   | 184                | 0             | 184           | 28  | [ 78 ]  |
| Billy McGlen        | England                  | HB       | 1946–1952                   | 122                | 0             | 122           | 2   | [ 79 ]  |
| Charlie Mitten      | England                  | A        | 1946–1952                   | 162                | 0             | 162           | 61  | [ 80 ]  |
| John Downie         | Skottland                | A        | 1949–1953                   | 116                | 0             | 116           | 37  | [ 81 ]  |
| Ray Wood            | England                  | MV       | 1949–1958                   | 208                | 0             | 208           | 0   | [ 82 ]  |
| Don Gibson          | England                  | HB       | 1950–1955                   | 115                | 0             | 115           | 0   | [ 83 ]  |
| Mark Jones          | England                  | HB       | 1950–1958                   | 121                | 0             | 121           | 1   | [ 84 ]  |
| Johnny Berry        | England                  | A        | 1951–1958                   | 276                | 0             | 276           | 45  | [ 85 ]  |
| Jackie Blanchflower | Nordirland               | HB       | 1951–1958                   | 117                | 0             | 117           | 27  | [ 86 ]  |
| Roger Byrne         | England                  | FB       | 1951–1958                   | 280                | 0             | 280           | 20  | [ 87 ]  |
| David Pegg          | England                  | A        | 1952–1958                   | 150                | 0             | 150           | 28  | [ 88 ]  |
| Bill Foulkes        | England                  | F        | 1952–1970                   | 685                | 3             | 688           | 9   | [ 89 ]  |
| Tommy Taylor        | England                  | A        | 1953–1958                   | 191                | 0             | 191           | 131 | [ 90 ]  |
| Duncan Edwards      | England                  | HB       | 1953–1958                   | 177                | 0             | 177           | 21  | [ 91 ]  |
| Dennis Viollet      | England                  | A        | 1953–1962                   | 293                | 0             | 293           | 179 | [ 92 ]  |
| Freddie Goodwin     | England                  | HB       | 1954–1960                   | 107                | 0             | 107           | 8   | [ 93 ]  |
| Albert Scanlon      | England                  | A        | 1954–1960                   | 127                | 0             | 127           | 35  | [ 94 ]  |
| Eddie Colman        | England                  | HB       | 1955–1958                   | 108                | 0             | 108           | 2   | [ 95 ]  |
| Ronnie Cope         | England                  | HB       | 1956–1961                   | 106                | 0             | 106           | 2   | [ 96 ]  |
| Bobby Charlton      | England                  | A        | 1956–1973                   | 756                | 2             | 758           | 249 | [ 97 ]  |
| David Gaskell       | England                  | MV       | 1956–1967                   | 119                | 0             | 119           | 0   | [ 98 ]  |
| Harry Gregg         | Nordirland               | MV       | 1957–1966                   | 247                | 0             | 247           | 0   | [ 99 ]  |
| Shay Brennan        | Irland                   | FB       | 1958–1970                   | 358                | 1             | 359           | 6   | [ 100 ] |
| Albert Quixall      | England                  | A        | 1958–1963                   | 184                | 0             | 184           | 56  | [ 101 ] |
| Johnny Giles        | Irland                   | A        | 1959–1963                   | 115                | 0             | 115           | 13  | [ 102 ] |
| Nobby Stiles        | England                  | HB       | 1959–1971                   | 395                | 0             | 395           | 19  | [ 103 ] |
| Maurice Setters     | England                  | HB       | 1960–1964                   | 194                | 0             | 194           | 14  | [ 104 ] |
| Tony Dunne          | Irland                   | F        | 1960–1973                   | 534                | 1             | 535           | 2   | [ 105 ] |
| Noel Cantwell       | Irland                   | FB       | 1960–1967                   | 146                | 0             | 146           | 8   | [ 106 ] |
| David Herd          | Skottland                | A        | 1961–1968                   | 264                | 1             | 265           | 145 | [ 107 ] |
| Denis Law           | Skottland                | A        | 1962–1973                   | 398                | 6             | 404           | 237 | [ 108 ] |
| David Sadler        | England                  | R        | 1962–1973                   | 328                | 7             | 335           | 27  | [ 109 ] |
| Pat Crerand         | Skottland                | HB       | 1963–1971                   | 397                | 0             | 397           | 15  | [ 110 ] |
| George Best         | Nordirland               | A        | 1963–1974                   | 470                | 0             | 470           | 179 | [ 111 ] |
| John Connelly       | England                  | A        | 1964–1966                   | 112                | 1             | 113           | 35  | [ 112 ] |
| John Fitzpatrick    | Skottland                | F        | 1965–1973                   | 141                | 6             | 147           | 10  | [ 113 ] |
| John Aston, Jr.     | England                  | A        | 1965–1972                   | 166                | 21            | 187           | 27  | [ 114 ] |
| Alex Stepney        | England                  | MV       | 1966–1979                   | 539                | 0             | 539           | 2   | [ 115 ] |
| Brian Kidd          | England                  | A        | 1967–1974                   | 257                | 9             | 266           | 70  | [ 116 ] |
| Francis Burns       | Skottland                | F        | 1967–1972                   | 143                | 13            | 156           | 7   | [ 117 ] |
| Willie Morgan       | Skottland                | MF       | 1968–1975                   | 293                | 3             | 296           | 34  | [ 118 ] |
| Steve James         | England                  | HB       | 1968–1975                   | 160                | 1             | 161           | 4   | [ 119 ] |
| Sammy McIlroy       | Nordirland               | MF       | 1971–1982                   | 391                | 28            | 419           | 71  | [ 120 ] |
| Martin Buchan       | Skottland                | F        | 1972–1983                   | 456                | 0             | 456           | 4   | [ 121 ] |
| David McCreery      | Nordirland               | MF       | 1972–1979                   | 57                 | 53            | 110           | 8   | [ 122 ] |
| Alex Forsyth        | Skottland                | FB       | 1973–1978                   | 116                | 3             | 119           | 5   | [ 123 ] |
| Lou Macari          | Skottland                | A        | 1973–1984                   | 374                | 27            | 401           | 97  | [ 124 ] |
| Gerry Daly          | Irland                   | MF       | 1973–1977                   | 137                | 5             | 142           | 32  | [ 125 ] |
| Brian Greenhoff     | England                  | F        | 1973–1979                   | 268                | 3             | 271           | 17  | [ 126 ] |
| Stewart Houston     | Skottland                | F        | 1974–1980                   | 248                | 2             | 250           | 16  | [ 127 ] |
| Stuart Pearson      | England                  | A        | 1974–1979                   | 179                | 1             | 180           | 66  | [ 128 ] |
| Arthur Albiston     | Skottland                | FB       | 1974–1988                   | 467                | 18            | 485           | 7   | [ 129 ] |
| Steve Coppell       | England                  | MF       | 1975–1983                   | 393                | 3             | 396           | 70  | [ 130 ] |
| Jimmy Nicholl       | Nordirland               | F        | 1975–1982                   | 235                | 13            | 248           | 6   | [ 131 ] |
| Gordon Hill         | England                  | MF       | 1975–1978                   | 133                | 1             | 134           | 51  | [ 132 ] |
| Jimmy Greenhoff     | England                  | A        | 1976–1980                   | 119                | 4             | 123           | 36  | [ 133 ] |
| Ashley Grimes       | Irland                   | F        | 1977–1983                   | 77                 | 30            | 107           | 11  | [ 134 ] |
| Joe Jordan          | Skottland                | A        | 1978–1981                   | 125                | 1             | 126           | 41  | [ 135 ] |
| Gordon McQueen      | Skottland                | F        | 1978–1985                   | 229                | 0             | 229           | 26  | [ 136 ] |
| Gary Bailey         | England                  | MV       | 1978–1987                   | 375                | 0             | 375           | 0   | [ 137 ] |
| Mickey Thomas       | Wales                    | MF       | 1978–1981                   | 110                | 0             | 110           | 15  | [ 138 ] |
| Kevin Moran         | Irland                   | F        | 1979–1988                   | 284                | 5             | 289           | 24  | [ 139 ] |
| Ray Wilkins         | England                  | MF       | 1979–1984                   | 191                | 3             | 194           | 10  | [ 140 ] |
| Mike Duxbury        | England                  | F        | 1980–1990                   | 345                | 33            | 378           | 7   | [ 141 ] |
| John Gidman         | England                  | F        | 1981–1986                   | 116                | 4             | 120           | 4   | [ 142 ] |
| Frank Stapleton     | Irland                   | A        | 1981–1987                   | 267                | 21            | 288           | 78  | [ 143 ] |
| Remi Moses          | England                  | MF       | 1981–1988                   | 188                | 11            | 199           | 12  | [ 144 ] |
| Bryan Robson        | England                  | MF       | 1981–1994                   | 437                | 24            | 461           | 99  | [ 145 ] |
| Norman Whiteside    | Nordirland               | A        | 1982–1989                   | 256                | 18            | 274           | 67  | [ 146 ] |
| Paul McGrath        | Irland                   | F        | 1982–1989                   | 192                | 7             | 199           | 16  | [ 147 ] |
| Mark Hughes         | Wales                    | A        | 1983–1986, 1988–1995        | 453                | 14            | 467           | 163 | [ 148 ] |
| Graeme Hogg         | Skottland                | F        | 1984–1988                   | 108                | 2             | 110           | 1   | [ 149 ] |
| Clayton Blackmore   | Wales                    | R3       | 1984–1994                   | 201                | 44            | 245           | 26  | [ 150 ] |
| Jesper Olsen        | Danmark                  | MF       | 1984–1988                   | 149                | 27            | 176           | 24  | [ 151 ] |
| Gordon Strachan     | Skottland                | MF       | 1984–1989                   | 195                | 6             | 201           | 38  | [ 152 ] |
| Peter Davenport     | England                  | A        | 1986–1988                   | 83                 | 23            | 106           | 26  | [ 153 ] |
| Brian McClair       | Skottland                | A        | 1987–1998                   | 398                | 73            | 471           | 127 | [ 154 ] |
| Steve Bruce         | England                  | F        | 1987–1996                   | 411                | 3             | 414           | 51  | [ 155 ] |
| Lee Martin          | England                  | F        | 1988–1994                   | 84                 | 25            | 109           | 2   | [ 156 ] |
| Lee Sharpe          | England                  | MF       | 1988–1996                   | 213                | 50            | 263           | 36  | [ 157 ] |
| Mal Donaghy         | Nordirland               | F        | 1988–1992                   | 98                 | 21            | 119           | 0   | [ 158 ] |
| Mike Phelan         | England                  | R        | 1989–1994                   | 127                | 19            | 146           | 3   | [ 159 ] |
| Neil Webb           | England                  | MF       | 1989–1992                   | 105                | 5             | 110           | 11  | [ 160 ] |
| Gary Pallister      | England                  | F        | 1989–1998                   | 433                | 4             | 437           | 15  | [ 161 ] |
| Paul Ince           | England                  | MF       | 1989–1995                   | 276                | 5             | 281           | 29  | [ 162 ] |
| Denis Irwin         | Irland                   | F        | 1990–2002                   | 511                | 18            | 529           | 33  | [ 163 ] |
| Ryan Giggs          | Wales                    | MF       | 1990–2014                   | 802                | 161           | 963           | 168 | [ 164 ] |
| Andrei Kanchelskis  | Sovjetunionen / Ryssland | MF       | 1991–1995                   | 132                | 29            | 161           | 36  | [ 165 ] |
| Paul Parker         | England                  | F        | 1991–1996                   | 137                | 9             | 146           | 2   | [ 166 ] |
| Peter Schmeichel    | Danmark                  | MV       | 1991–1999                   | 398                | 0             | 398           | 1   | [ 167 ] |
| Gary Neville        | England                  | F        | 1992–2011                   | 566                | 36            | 602           | 7   | [ 168 ] |
| David Beckham       | England                  | MF       | 1992–2003                   | 356                | 38            | 394           | 85  | [ 169 ] |
| Nicky Butt          | England                  | MF       | 1992–2004                   | 307                | 80            | 387           | 26  | [ 170 ] |
| Eric Cantona        | Frankrike                | A        | 1992–1997                   | 184                | 1             | 185           | 82  | [ 171 ] |
| Roy Keane           | Irland                   | MF       | 1993–2005                   | 458                | 22            | 480           | 51  | [ 172 ] |
| David May           | England                  | F        | 1994–2003                   | 98                 | 20            | 118           | 8   | [ 173 ] |
| Paul Scholes        | England                  | MF       | 1994–2011 2012–2013         | 577                | 141           | 718           | 155 | [ 174 ] |
| Andrew Cole         | England / Jamaica        | A        | 1995–2001                   | 231                | 44            | 275           | 121 | [ 175 ] |
| Phil Neville        | England                  | F        | 1995–2005                   | 301                | 85            | 386           | 8   | [ 176 ] |
| Ronny Johnsen       | Norge                    | F        | 1996–2002                   | 131                | 19            | 150           | 9   | [ 177 ] |
| Ole Gunnar Solskjær | Norge                    | A        | 1996–2007                   | 216                | 150           | 366           | 126 | [ 178 ] |
| Teddy Sheringham    | England                  | A        | 1997–2001                   | 101                | 52            | 153           | 46  | [ 179 ] |
| Henning Berg        | Norge                    | F        | 1997–2000                   | 81                 | 22            | 103           | 3   | [ 180 ] |
| Wes Brown           | England                  | F        | 1998–2011                   | 313                | 49            | 362           | 5   | [ 181 ] |
| Jaap Stam           | Nederländerna            | F        | 1998–2001                   | 125                | 2             | 127           | 1   | [ 182 ] |
| Dwight Yorke        | Trinidad och Tobago      | A        | 1998–2002                   | 120                | 32            | 152           | 66  | [ 183 ] |
| Quinton Fortune     | Sydafrika                | MF       | 1999–2006                   | 88                 | 38            | 126           | 11  | [ 184 ] |
| Mikaël Silvestre    | Frankrike                | F        | 1999–2008                   | 326                | 35            | 361           | 10  | [ 185 ] |
| John O'Shea         | Irland                   | R        | 1999–2011                   | 301                | 92            | 393           | 15  | [ 186 ] |
| Fabien Barthez      | Frankrike                | MV       | 2000–2004                   | 139                | 0             | 139           | 0   | [ 187 ] |
| Ruud van Nistelrooy | Nederländerna            | A        | 2001–2006                   | 200                | 19            | 219           | 150 | [ 188 ] |
| Rio Ferdinand       | England                  | F        | 2002–2014                   | 444                | 11            | 455           | 8   | [ 9 ]   |
| Darren Fletcher     | Skottland                | MF       | 2003–                       | 261                | 69            | 330           | 24  | [ 189 ] |
| Cristiano Ronaldo   | Portugal                 | A        | 2003–2009                   | 244                | 48            | 292           | 118 | [ 190 ] |
| Louis Saha          | Frankrike                | A        | 2004–2008                   | 76                 | 48            | 124           | 42  | [ 191 ] |
| Wayne Rooney        | England                  | A        | 2004–                       | 397                | 45            | 442           | 216 | [ 192 ] |
| Edwin van der Sar   | Nederländerna            | MV       | 2005–2011                   | 266                | 0             | 266           | 0   | [ 193 ] |
| Park Ji-sung        | Sydkorea                 | MF       | 2005–2012                   | 146                | 59            | 205           | 27  | [ 194 ] |
| Patrice Evra        | Frankrike / Senegal      | F        | 2006–2014                   | 357                | 22            | 379           | 10  | [ 195 ] |
| Nemanja Vidić       | Serbien                  | F        | 2006–2014                   | 290                | 10            | 300           | 21  | [ 196 ] |
| Michael Carrick     | England                  | MF       | 2006–                       | 311                | 48            | 359           | 22  | [ 197 ] |
| Nani                | Portugal                 | MF       | 2007–                       | 178                | 51            | 229           | 41  | [ 198 ] |
| Anderson            | Brasilien                | MF       | 2007–                       | 127                | 52            | 179           | 9   | [ 199 ] |
| Jonny Evans         | Nordirland               | F        | 2007–                       | 165                | 16            | 181           | 7   | [ 200 ] |
| Dimitar Berbatov    | Bulgarien                | A        | 2008–2012                   | 108                | 41            | 149           | 56  | [ 201 ] |
| Rafael              | Brasilien                | F        | 2008–                       | 143                | 16            | 159           | 5   | [ 202 ] |
| Antonio Valencia    | Ecuador                  | MF       | 2009–                       | 145                | 46            | 191           | 21  | [ 203 ] |
| Javier Hernández    | Mexiko                   | A        | 2010–                       | 83                 | 69            | 152           | 59  | [ 204 ] |
| Danny Welbeck       | England / Ghana          | A        | 2008–2014                   | 89                 | 50            | 139           | 29  | [ 205 ] |
| David de Gea        | Spanien                  | MV       | 2011-                       | 132                | 0             | 132           | 0   | [ 206 ] |
| Chris Smalling      | England                  | F        | 2010-                       | 94                 | 29            | 123           | 5   | [ 207 ] |
| Phil Jones          | England                  | R        | 2011-                       | 90                 | 14            | 104           | 5   | [ 208 ] |

## Fotnoter
1. ↑  En rotationsspelare är en spelare som spelar på flera olika positioner.